# Cheilotrichia aklavikensis
Cheilotrichia aklavikensis là một loài ruồi trong họ Limoniidae. Chúng phân bố ở miền Tân bắc.